# 1.-Mai-Zwischenfall

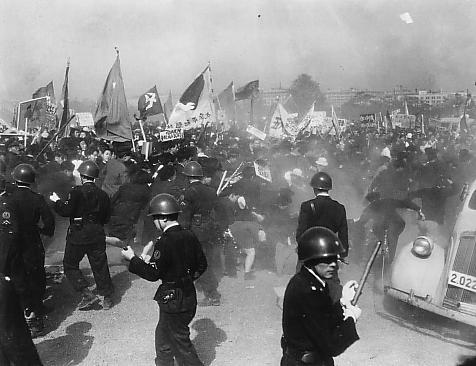
Zusammenstoß mit der Polizei

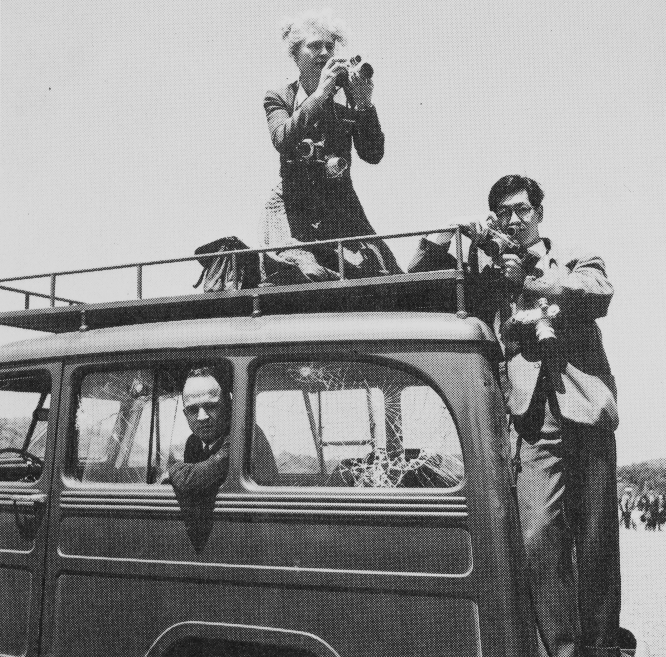
Margaret Bourke-White und Miki Jun während des 1.-Mai-Zwischenfalls 1952 in Tokio

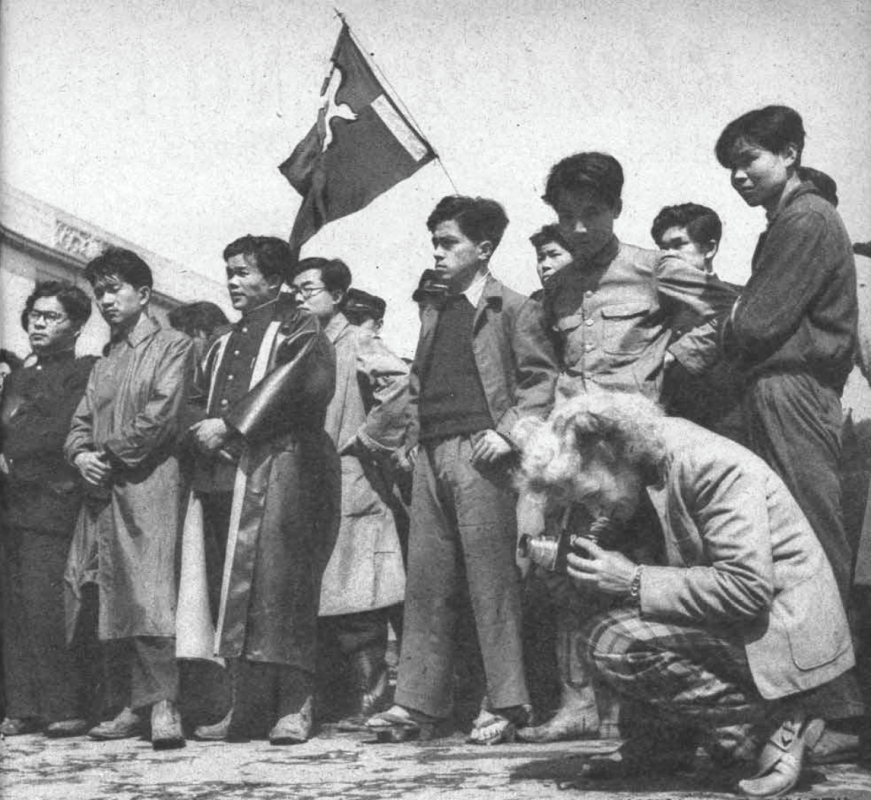
Margaret Bourke-White fotografiert am 1.-Mai-Zwischenfall1952 in Tokyo, Foto: Miki Jun

Der Zwischenfall am 1. Mai (japanisch 血のメーデー事件 Chi no MēDē jiken, wörtlicher „‚Maifeiertag/May Day des Bluts‘-Zwischenfall“) 1952 in Tokio wurde durch Zusammenstöße von linken Demonstranten mit der Polizei und viele Festnahmen und Verurteilungen geprägt. Er ereignete sich auf dem östlichen Vorplatz des Kaiserpalasts, den seit dem Zweiten Weltkrieg vom Palast getrennten Kōkyō-gaien („äußere Gärten des Kaiserpalasts“) im Bezirk Chiyoda der japanischen Hauptstadtpräfektur Tokio.

## Verlauf
In Japan ist der 1. Mai traditionell geprägt durch Umzüge linksorientierter Gruppen und Studenten. Im Laufe der Jahre hatte sich eine zunehmende Antiregierungs- und antiamerikanische Haltung herausgebildet, insbesondere nach der Unterzeichnung des Friedensvertrages und des Sicherheitsabkommens vom September 1951 mit den USA.
Das Sicherheitsabkommen war drei Tage vorher, nämlich am 28. April in Kraft getreten. Frustration und Unzufriedenheit schlugen in Verärgerung um, als die Mai-Demonstration vor dem Kaiserpalast nicht zugelassen wurde. Während die Demonstration dann an einem erlaubten Ort abgehalten wurde, stürmten einige tausend Demonstranten zum Kaiserpalast. Die Polizei verhielt sich zunächst ruhig, griff dann aber doch mit Schlagstöcken ein.
Zwei Demonstranten wurden getötet und über 2000 verletzt, allerdings auch 800 Polizisten. Wegen der „Störung der öffentlichen Ordnung“ (騒擾罪 Sōran-zai) wurden 1232 Personen festgenommen, von denen 261 vor Gericht landeten. Am 28. Januar 1970 befand das „Bezirksgericht Tokio“ (東京地方裁判所 Tōkyō chihō saibansho) 93 für schuldig. Nach dem Einspruch der Beklagten befand das „Obergericht Tokio“ am 21. November alle Angeklagten in dieser Angelegenheit für nicht schuldig. 16 von ihnen wurden jedoch wegen anderer Delikte verurteilt.